# Comuna Sânmihaiu Almașului, Sălaj
Sânmihaiu Almașului (în maghiară: Almásszentmihály) este o comună în județul Sălaj, Transilvania, România, formată din satele Bercea, Sânmihaiu Almașului (reședința) și Sântă Măria.

## Demografie
Componența etnică a comunei Sânmihaiu Almașului
     Români (77,38%)
     Romi (16,07%)
     Alte etnii (6,56%)
Componența confesională a comunei Sânmihaiu Almașului
     Ortodocși (81,36%)
     Penticostali (6,17%)
     Baptiști (2,83%)
     Martori ai lui Iehova (1,8%)
     Alte religii (1,67%)
     Necunoscută (6,17%)
Conform recensământului efectuat în 2021, populația comunei Sânmihaiu Almașului se ridică la 1.556 de locuitori, în scădere față de recensământul anterior din 2011, când fuseseră înregistrați 1.617 locuitori. Majoritatea locuitorilor sunt români (77,38%), cu o minoritate de romi (16,07%). Din punct de vedere confesional, majoritatea locuitorilor sunt ortodocși (81,36%), cu minorități de penticostali (6,17%), baptiști (2,83%) și martori ai lui Iehova (1,8%), iar pentru 6,17% nu se cunoaște apartenența confesională.

## Politică și administrație
Comuna Sânmihaiu Almașului este administrată de un primar și un consiliu local compus din 11 consilieri. Primarul, Cornel Lung[*], de la Partidul Social Democrat, este în funcție din 1996. Începând cu alegerile locale din 2024, consiliul local are următoarea componență pe partide politice:
|  | Partid                          | Consilieri | Componența Consiliului | Componența Consiliului | Componența Consiliului | Componența Consiliului | Componența Consiliului | Componența Consiliului |
|  | ------------------------------- | ---------- | ---------------------- | ---------------------- | ---------------------- | ---------------------- | ---------------------- | ---------------------- |
|  | Partidul Social Democrat        | 6          |                        |                        |                        |                        |                        |                        |
|  | Alianța pentru Unirea Românilor | 2          |                        |                        |                        |                        |                        |                        |
|  | Partida Romilor „Pro Europa”    | 2          |                        |                        |                        |                        |                        |                        |
|  | Partidul Național Liberal       | 1          |                        |                        |                        |                        |                        |                        |

## Atracții turistice
- Biserica de lemn "Sfinții Arhangheli Mihail și Gavriil" din satul Sânmihaiu Almașului, construcție secolul al XVIII-lea (1778-1794)[8], monument istoric
- Biserica de lemn "Sfinții Arhangheli Mihail și Gavriil" din satul Bercea, construcție 1862
- Biserica de lemn din satul Sântă Măria, construcție 1857[8]

## Imagini

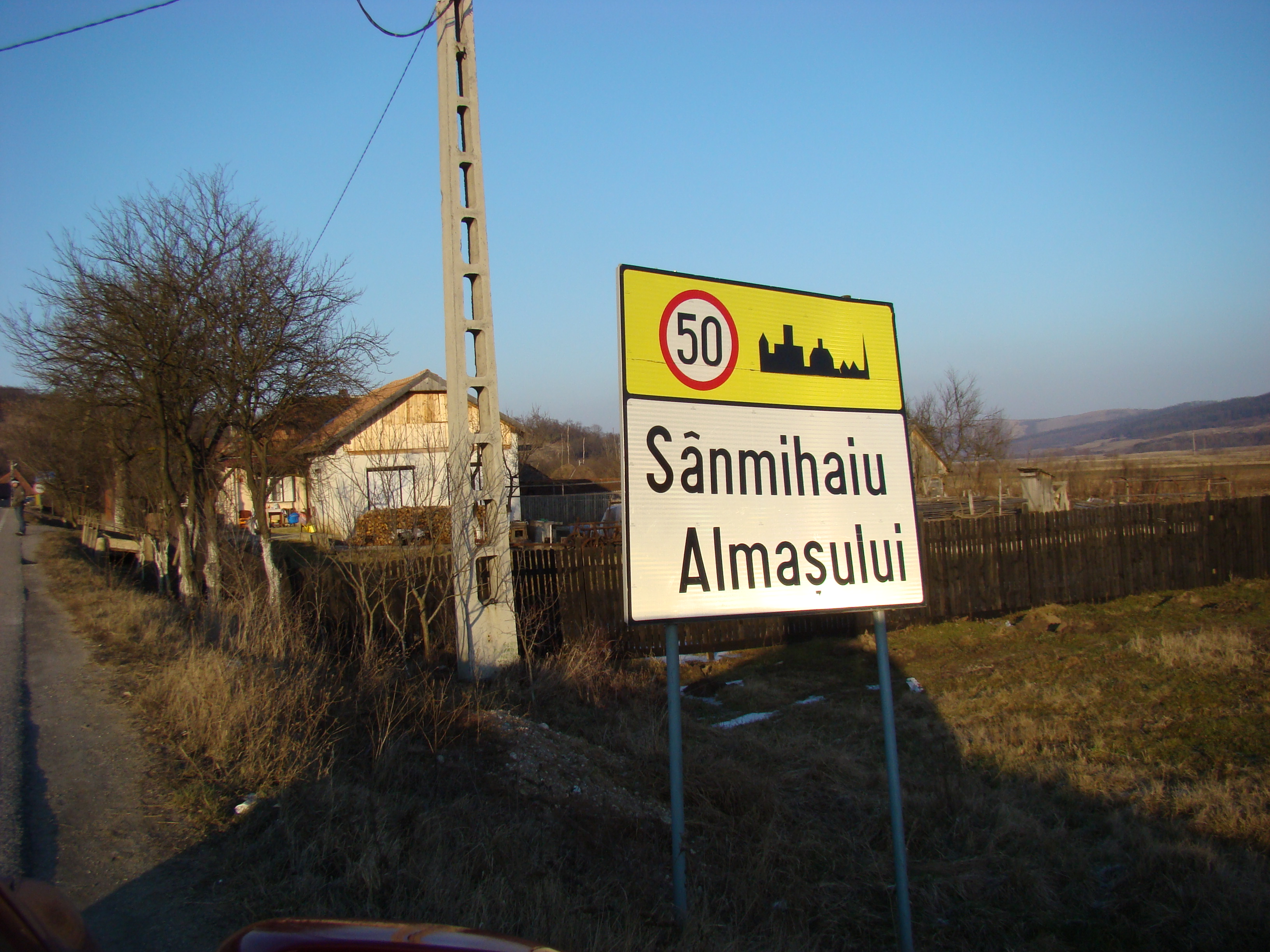
Sânmihaiu Almașului
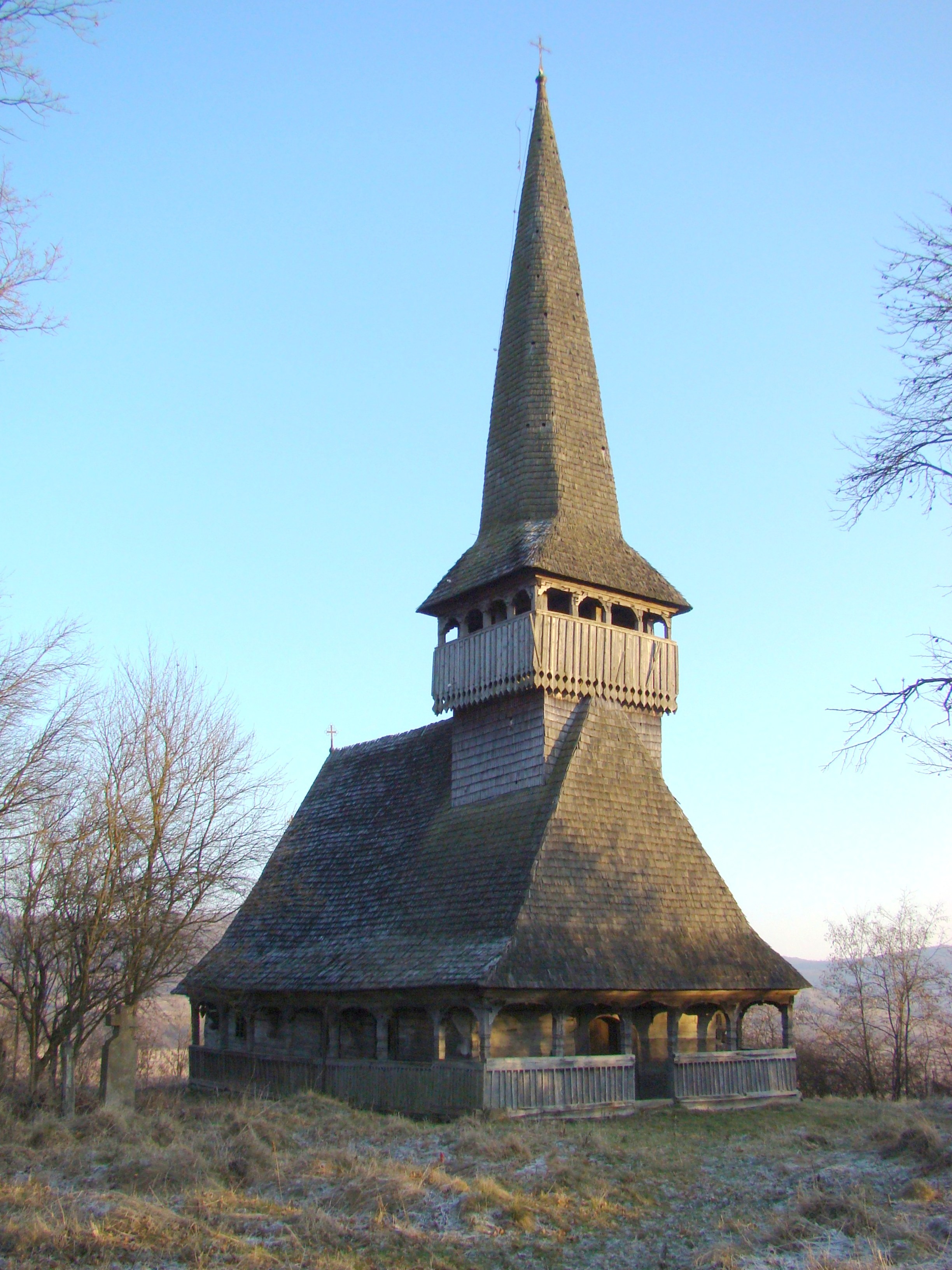
Biserica de lemn (monument istoric)
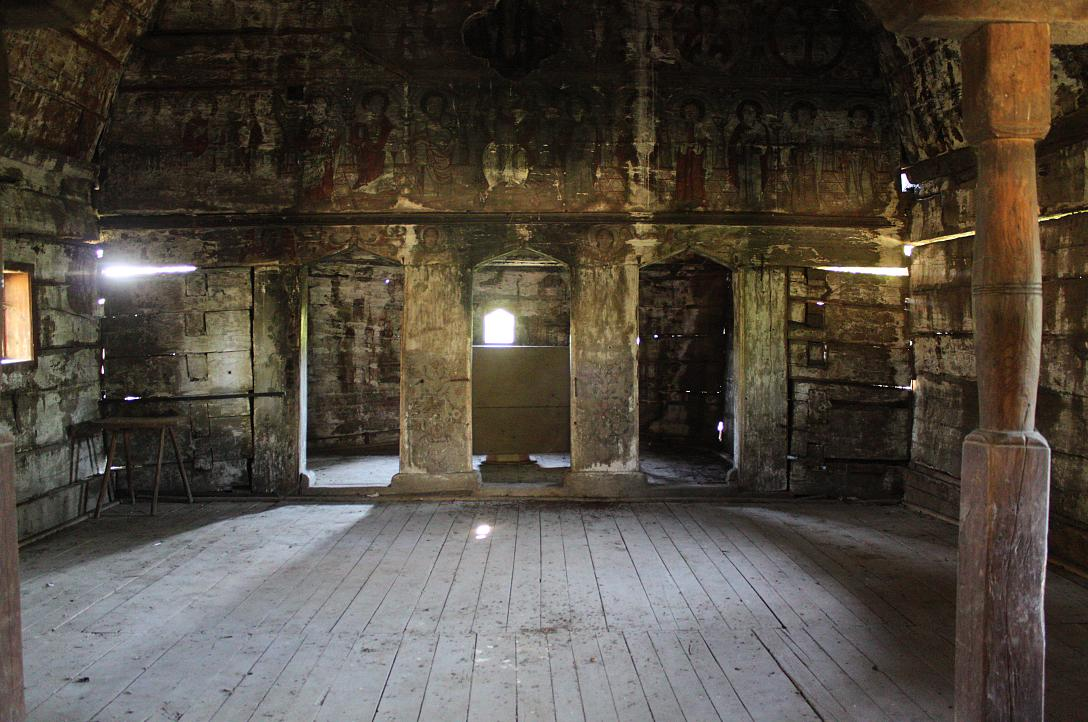
Biserica de lemn (monument istoric)
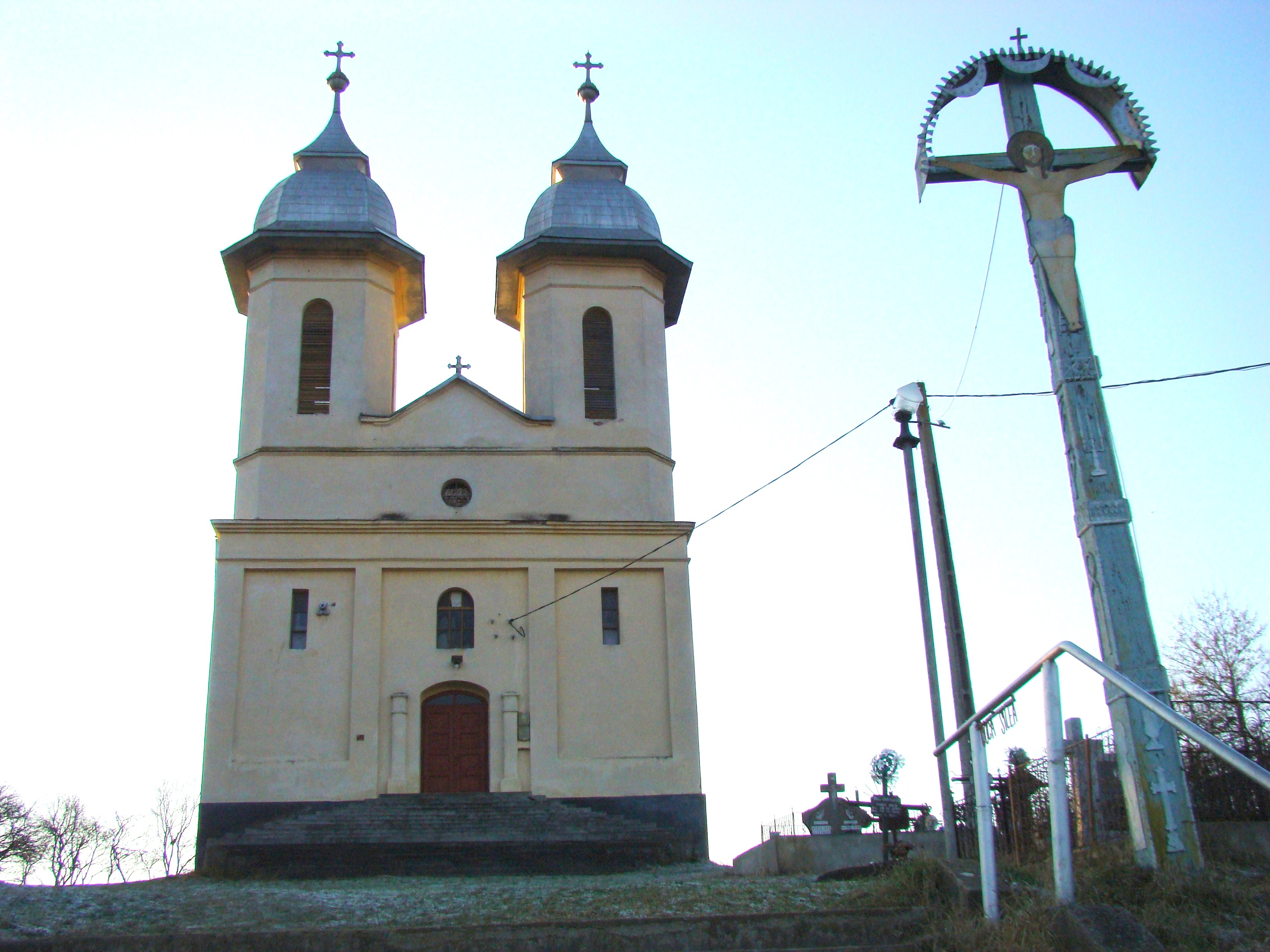
Biserica Sfinții Arhangheli Mihail și Gavriil (1953)
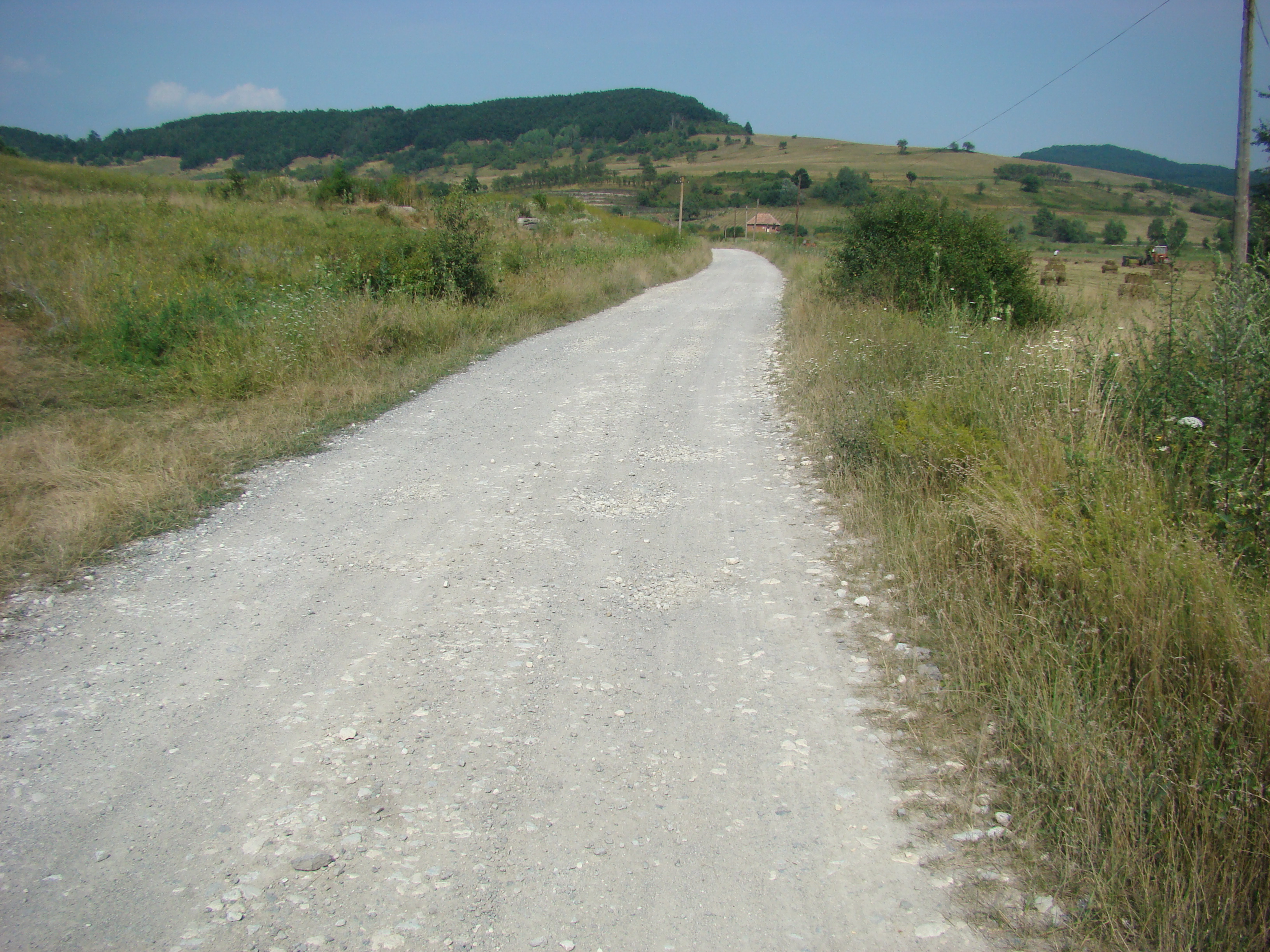
Drumul Sânmihaiu Almaşului-Bercea
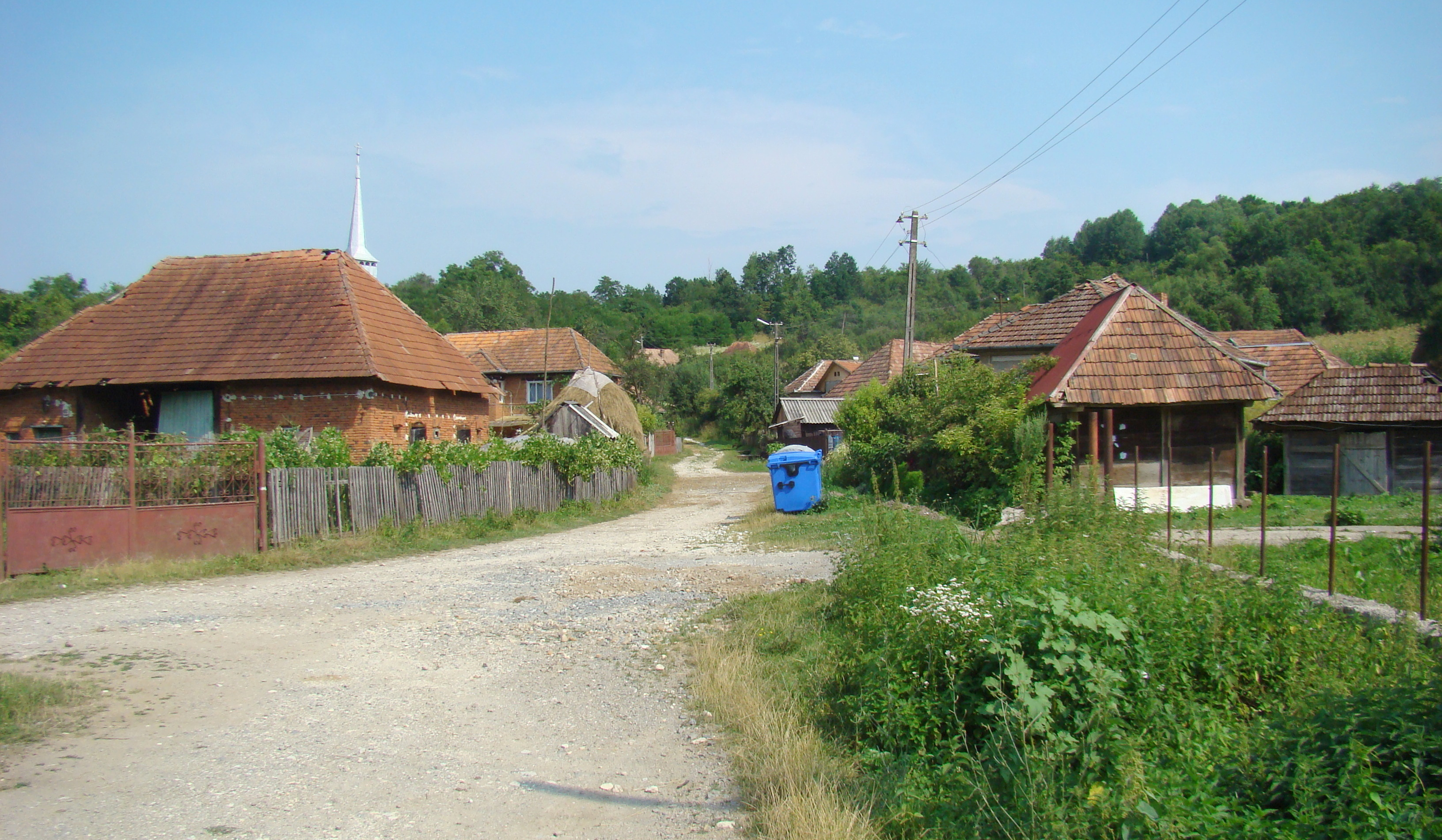
Bercea
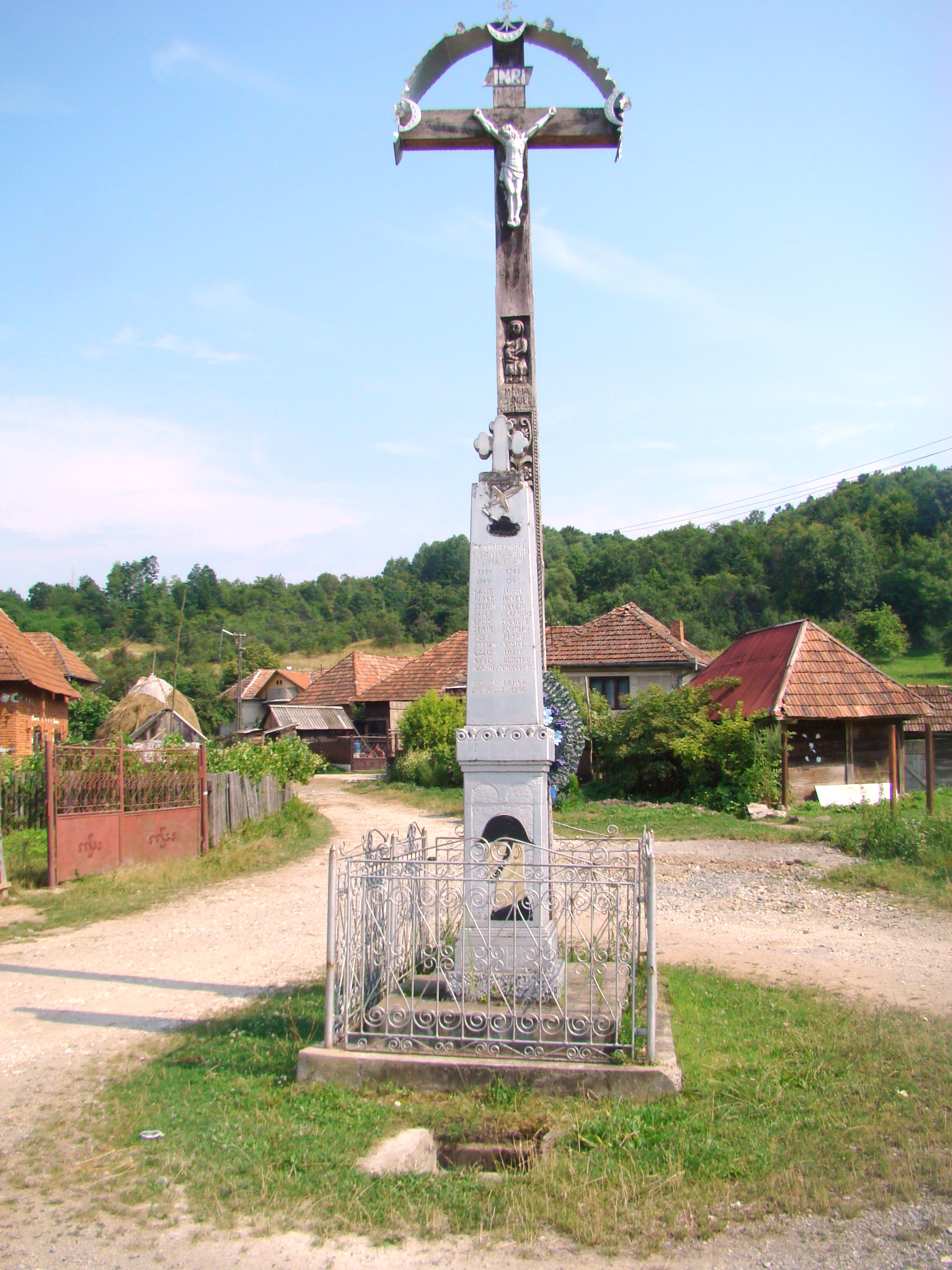
Monumentul eroilor din Bercea
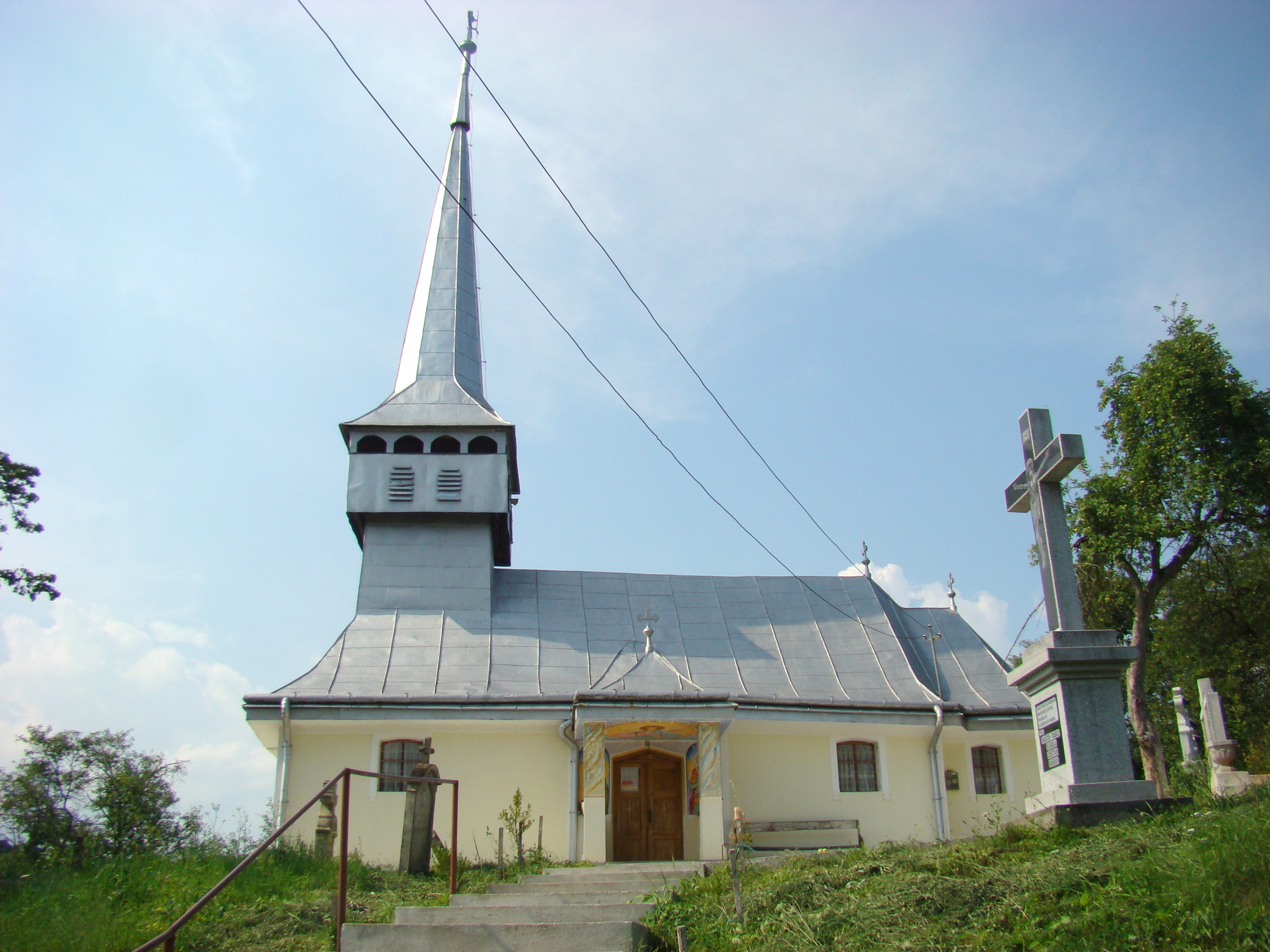
Biserica de lemn din Bercea
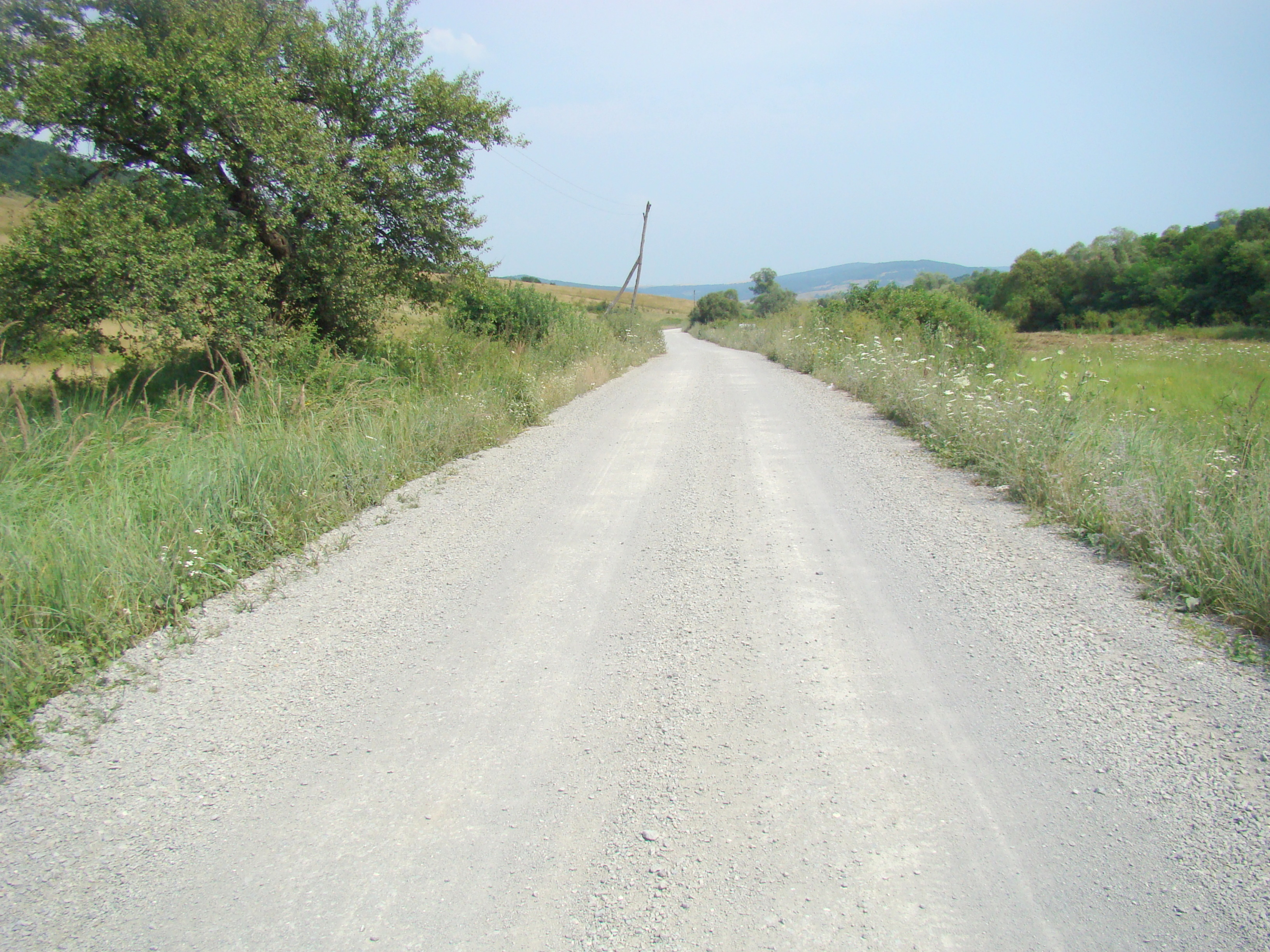
Drumul Sânmihaiu Almaşului-Sântă Măria
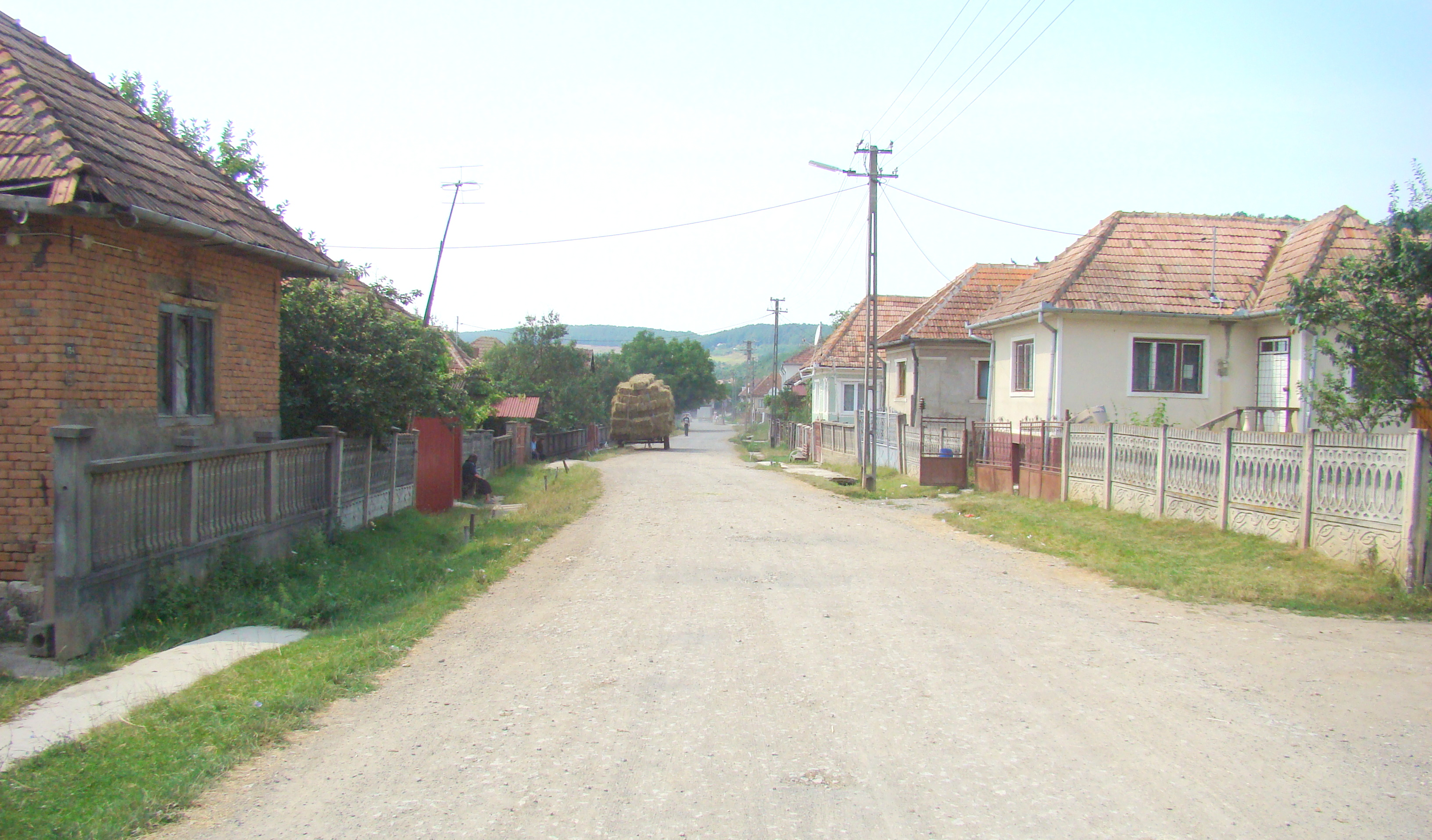
Sântă Măria
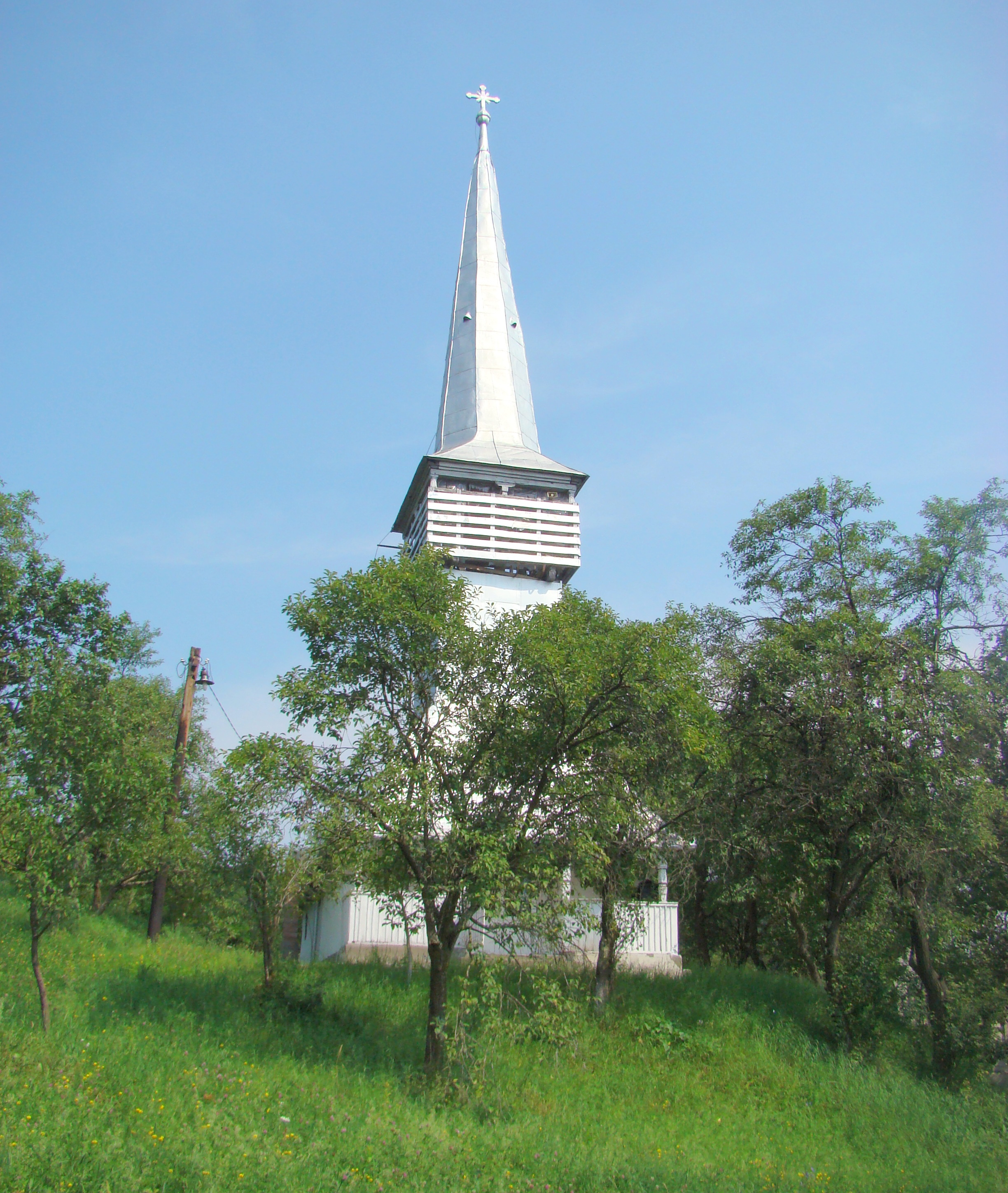
Biserica de lemn din Sântă Măria
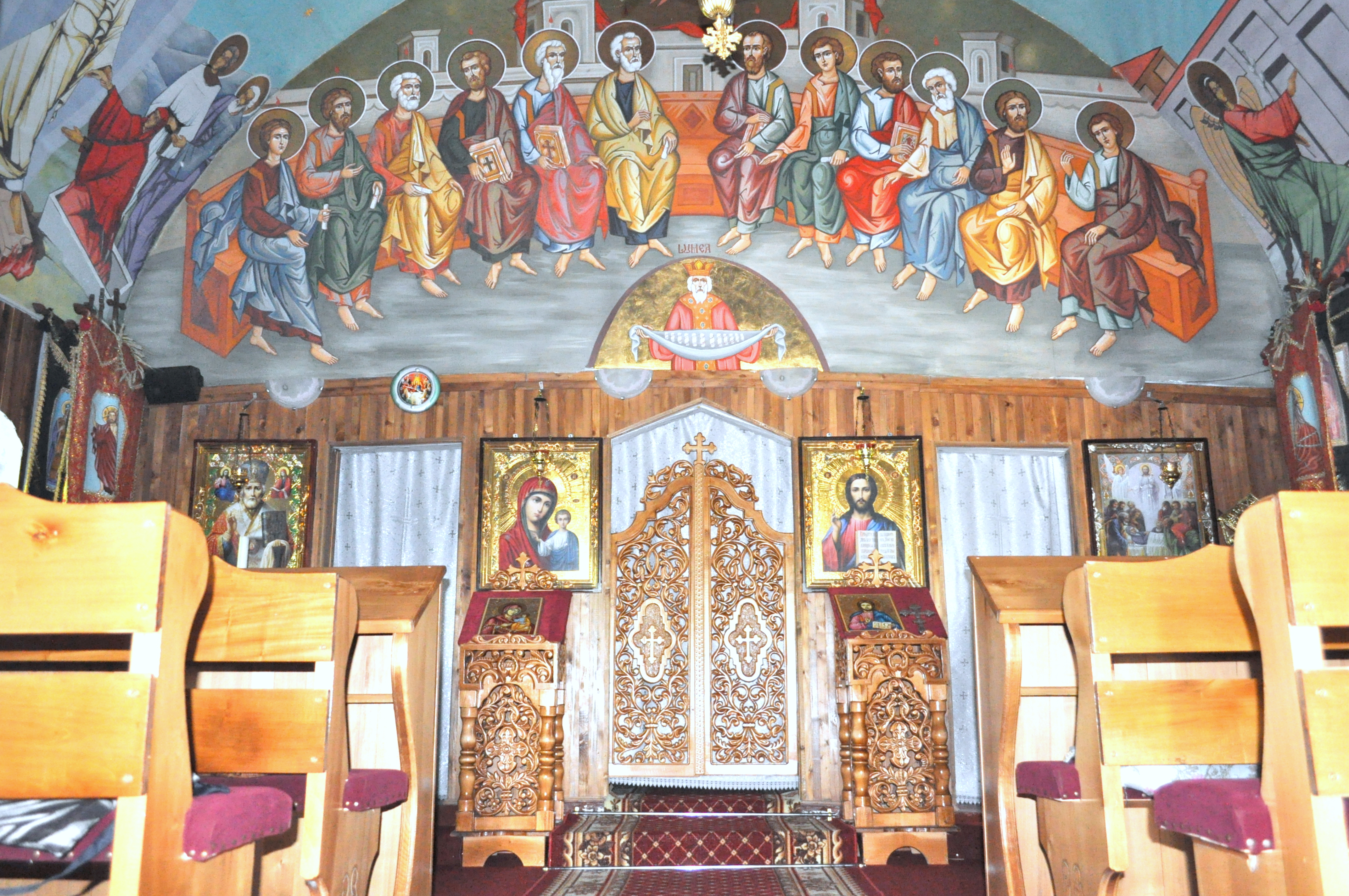
Biserica de lemn din Sântă Măria
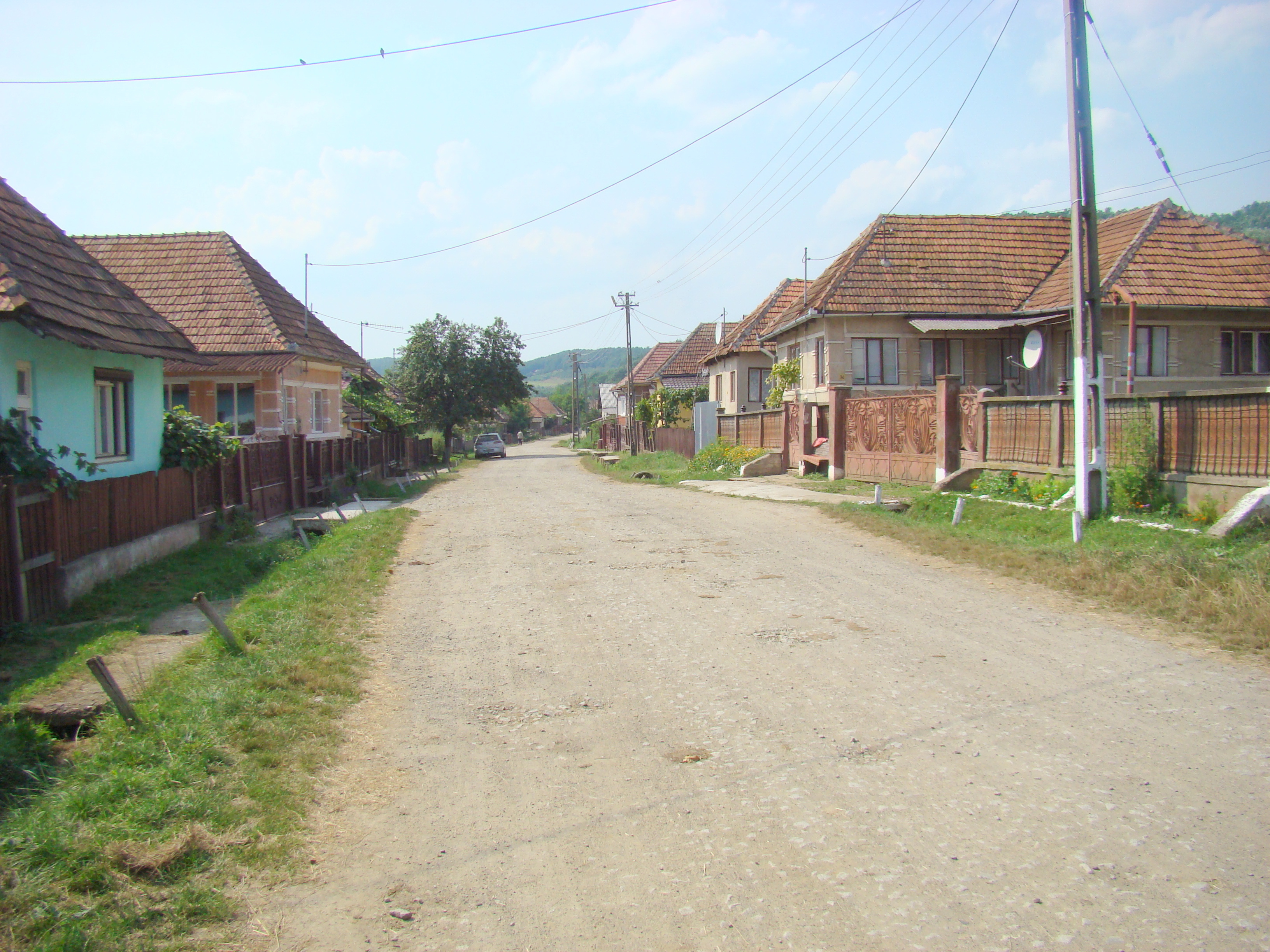
Sântă Măria